# Bateaux quittant le port
Bateaux quittant le port, ou plus correctement, Le Havre, bateaux de pêche sortant du port, est un tableau réalisé au Havre, par le jeune peintre français Claude Monet en 1874, la même année où son autre peinture, Impression, soleil levant, avait été comblée de moqueries malveillantes d'un critique d'art du Charivari, un journal satirique, qui ne se doutait guère qu'il venait ainsi de donner son nom à ce nouveau mouvement artistique, l'impressionnisme.
Le tableau, une marine, aurait été prêté par un collectionneur privé anonyme à long-terme au Musée d'art du comté de Los Angeles (LACMA).
La présente peinture à l'huile sur toile est répertoriée au catalogue raisonné de Monet du Wildenstein Institute, Volume II de l'édition 1996, sous le numéro d'index W 296.

## Description et composition
Le tableau représente l'ancien avant-port du Havre − ville où Monet a passé sa jeunesse −, en pleine activité, vu en direction de l'est.
Un grand nombre de flâneurs sur les quais regardent le mouvement incessant des bateaux de pêche aux voiles levées qui rentrent au port ou partent au large, par mer plutôt calme.
La scène montrent des personnages ordinaires contemporains de l'époque, un thème cher aux impressionnistes au moment où ils se voyaient rejetés des Salons organisés chaque année par les puissants cercles d'art conservateurs, ce qui les forçat à organiser leurs propres expositions à partir d'avril 1874. Le 'bon' art conventionnel était alors censé représenter et se concentrer sur un personnage important ou connu. Les impressionnistes, de nature plus expérimentale, s'affichaient donc comme avant-gardistes en mettant des personnes et des situations "ordinaires" au centre de leurs préoccupations.
Un ciel qui se dégage, de grosses flaques d'eau restées sur les quais et quelques personnes brandissant encore leur parapluies grands ouverts suggèrent qu'une forte pluie, voire une petite tempête, vient de s'arrêter, le temps d'une éclaircie peut-être, poussant les gens à sortir au port en grand nombre. Un temps plus clément et l'absence de grosses vagues et vent fort pourraient aussi expliquer l'abondance de mouvements en va-et-vient de navires de tous bords qui profitent de cette accalmie relative pour naviguer les enceintes du port en toute sécurité.
Pour illustrer le mouvement et la lumière réfléchie des vagues, Monet utilise la technique du coup de pinceau rapide horizontal. En contre-partie, il donne des coups de pinceaux verticaux pour représenter les objets plus allongés, notamment les personnages humains et les bateaux. À aucun moment il ne mélange les types de coups de pinceau. De plus, pour donner vie à sa composition, il a recours aux couleurs complémentaires occasionnelles dans les bateaux et l'arrière-plan, en contre-point aux tons bleus froids utilisés ailleurs.